# Oros
Oros (en marathi : ओरोस), est une ville du Maharashtra en Inde.

## Géographie
La ville compte une population de 4 266 habitants en 2001.
Oros est le chef lieu du district de Sindhudurg.